# Toscanello

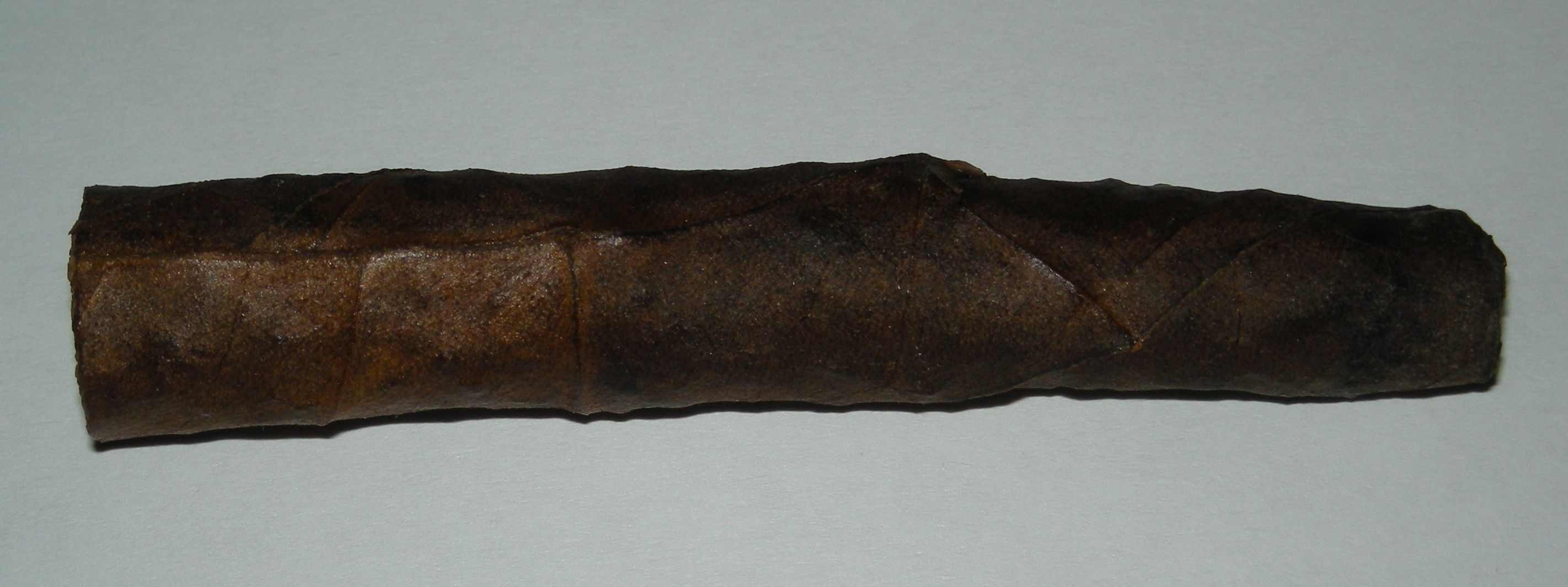
Il Toscanello

Il Toscanello è un tipo di sigaro Toscano, realizzato a macchina presso la manifattura di Lucca e Cava de' Tirreni. Storicamente deriva dal Toscano Classico, nasce infatti nel 1948, nel periodo post bellico, quando i depositi erano pieni di toscani e si pensò a smezzarli per favorirne la vendita. La nuova produzione, tuttavia, prevede un invecchiamento di soli 4 mesi diversamente dal Toscano Classico che ne prevede 6. È disponibile in confezioni da 5.

## Caratteristiche
Caratteristiche distintive del Toscanello secondo "il Toscano" e "Il Toscano nel Bicchiere":
- Manifattura di produzione: Cava de' Tirreni.
- Tempo di maturazione e stagionatura: 4 mesi
- Fascia: tabacco nazionale
- Ripieno: tabacco nazionale
- Aspetto: marrone
- Fabbricazione: a macchina
- Lunghezza: 79,5[1] +/- 1 ; 76[2] mm
- Diametro pancia: 14,5[1] ; 13,5[2] mm
- Diametro punte: 8,5 +/- 0,5[1]; 9[2] mm
- Volume: 8,45 ml
- Peso: circa 3,75[1] ; 3,5[2] g
- Densità: 0,440[1] ; 0,414[2] g/ml
- Anno di uscita: 1948[3]
- Disponibilità: in produzione
- Fascetta: nessuna